# ماري لافين
ماري لافين (بالإنجليزية: Mary Lavin)‏ (10 يونيو 1912 في الولايات المتحدة - 25 مارس 1996، دبلن في جمهورية أيرلندا)؛ كاتِبة وروائية أمريكية. درست في كلية دبلن الجامعية.